# Salo Weisselberger
Dr. Salo Weisselberger, numit și Salo Edler von Weisselberger (în ebraică סאלו וייסלברגר) (n. 1867, Drăcineț, Bucovina, Imperiul Austro-Ungar – d. 20 martie 1931, Viena) a fost un om politic, lider comunitar evreu, jurist și judecător, care a activat in Bucovina în perioada Imperiului Austro-Ungar și a Regatului României. A fost membru al Dietei Bucovinei, primar al orașului Cernăuți (1913-1914), membru al Senatului României și apoi al Camerei Deputaților din partea PNL.
Salo Weisselberger s-a născut în satul Drăcineț (astăzi în raionul Cozmeni din regiunea Cernăuți, Ucraina) ca fiu al moșierului Joel Weisselberger și al Jentei, născută Rosenzweig. A studiat dreptul la Universitatea din Cernăuți.
Ca urmare a rezultatelor universitare obținute, a fost numit ca judecător la tribunalul regional al căilor ferate în 1892. Mai târziu a fost ales ca membru în Dieta Bucovinei (Parlamentul Regional) între anii 1911-1914 ca reprezentant al Partidului Popular-Național condus de Benno Straucher.
Weisselberger a devenit primar al Cernăuților în 1913, după ce a îndeplinit câțiva ani funcția de viceprimar. La 2 septembrie 1914 armata rusă a intrat în orașul părăsit de trupele austriece. La ora 6 seara, generalul Pavlov a intrat în oraș în fruntea unui detașament de cazaci. Pavlov a fost întâmpinat în fața primăriei de mitropolitul Vladimir Repta, iar primarul Salo Weisselberger a adresat un cuvânt de salut. Generalul rus a proclamat unirea Cernăuților cu Rusia. Forțele ocupante ruse au instituit în oraș o noua administrație și au arestat 23 de persoane de vază, între care și pe dr. Salo von Weisselberger, pe Nicu Flondor, dr. Mayer Ebner, dr. Phillip Menczel, Eduard Bibring și cantorul-șef Schachter, care au fost deportați ca ostateci în Siberia, de unde s-au întors în Austria în anii 1916-1917, după schimbul de prizonieri între Rusia și Austro-Ungaria din noiembrie 1915. , Weisselberger a fost înnobilat de împăratul Franz Joseph al Austriei drept recompensă pentru suferințele îndurate.

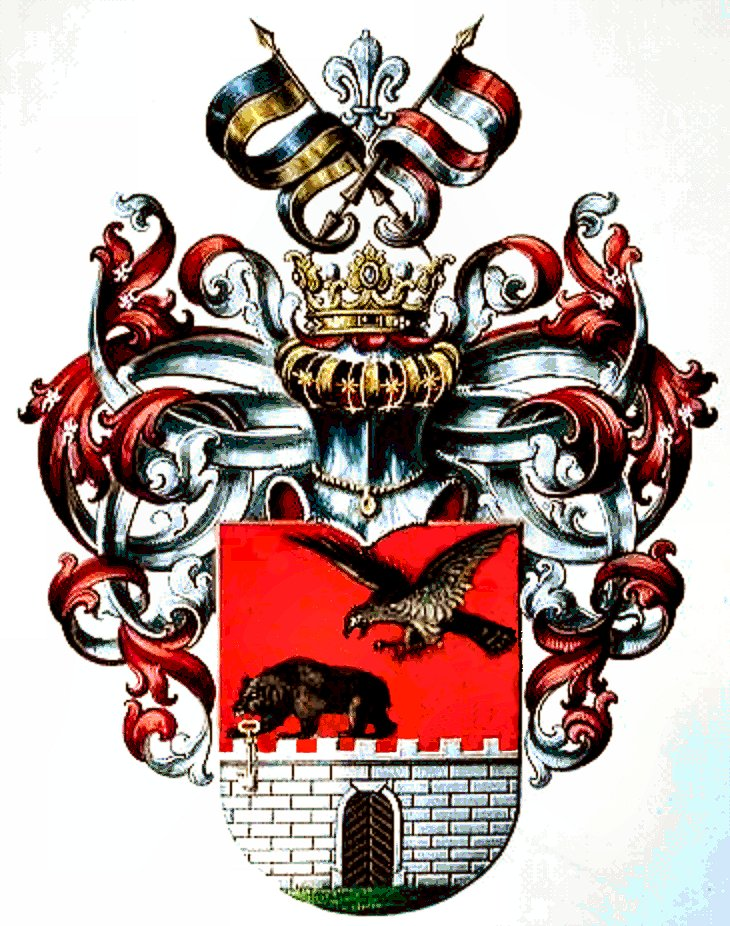
Stema lui Salo von Weisselberger 1916

A fost nobilat cu diploma din 13 februarie 1916 la 4 septembrie 1917 cu „Edler von“.
După destrămarea Imperiului Austro-Ungar, Bucovina s-a unit cu România și Weisselberger a fost ales ca membru în Senatul României (1922-1926) și apoi în Camera Deputaților (1927-1928), din partea Partidului Național Liberal. În 1922, când a fost ales ca senator de Cernăuți, a obținut 3.800 de voturi față de cele 1.991 voturi obținute  de candidatul social-democrat, bundistul Leon Gheller. Acest scaun fusese anterior ocupat de un alt social-democrat, George Grigorovici.
Weisselberger a murit la 20 martie 1931 într-un sanatoriu din Viena (Austria).

## Lucrări
- Memoriu asupra evenimentelor petrecute în Bucovina în luna lui Septemvrie 1914 (Compte rendu des événements perpétrés en Bucovine au mois de septembre 1914) (Cernăuți, 1915)